# Oberpeiching
Oberpeiching ist ein Gemeindeteil der Stadt Rain  im Landkreis Donau-Ries (Regierungsbezirk Schwaben, Bayern). Auf der gleichnamigen Gemarkung liegen Oberpeiching, Unterpeiching und Sägmühle.

## Geographie
Das Kirchdorf Oberpeiching liegt nahe der Staatsstraße 2047 von Rain nach Holzheim und ist mit Unterpeiching, Rain und Münster durch Gemeindestraßen verbunden. Durch die Ortsflur fließt der Lech, das Dorf selbst liegt oberhalb der sogenannten Lechleite. Trotzdem prägte der Fluss, der 10 km weiter nördlich in die Donau fließt, das Leben in früheren Epochen. Südwestlich von Oberpeiching mündet die von Süden kommende Münsterer Alte in den Lech.

Südlich von Oberpeiching befindet sich das Landschaftsschutzgebiet Lechheide-Sachsenwald.

## Geschichte
Der Ort liegt am Nordrand der einstigen Römerstraße, die von den Burghöfen bei Mertingen kommend über den Lech und weiter in Richtung Staudheim und Burgheim führte. Bei Ausgrabungen sind in der Nähe des Dorfes römische Gebäudereste und ein römischer Friedhof gefunden worden.
Oberpeiching ist ein echter -ing-Ort und wurde wohl im frühen 6. Jahrhundert von Bajuwaren besiedelt. Vom Mittelalter bis ins 19. Jahrhundert waren die Hofstellen verschiedenen Grundherren zugeordnet. Es bildete ab 1818 (Zweites Gemeindeedikt) mit Unterpeiching eine Gemeinde; 1849 wurde der Nachbarort eine selbstständige Gemeinde. In der Gemarkung Oberpeiching, bei Fluss-km 11,5, wurde 1954 ein Wasserkraftwerk am Lech errichtet. Es hat eine Leistung von 12,3 Megawatt.
Die ehemalige Schule, in der alle acht Jahrgangsstufen in einem Saal unterrichtet wurden, ist 1969 geschlossen worden. Das Gebäude wurde in Eigenleistung der Dorfbevölkerung 1985–87 zum Haus der Peichinger Vereine (Peichinger Bauerntheater, Freiwillige Feuerwehr, Veteranenverein, Fischereiverein) umgebaut und verfügt als Theater Oberpeiching mit 220 Sitzplätzen über einen der größten Theatersäle der Region. 

Bis zum 1. Juli 1972 gehörte Oberpeiching als selbstständige Gemeinde zum Landkreis Neuburg an der Donau und fiel dann mit der Gebietsreform in Bayern an den Landkreis Nördlingen-Donauwörth, der am 1. Mai 1973 die jetzige Bezeichnung Landkreis Donau-Ries erhielt. Am 1. Juli 1972 wurde der Ort in die Stadt Rain eingemeindet.

## Pfarrei

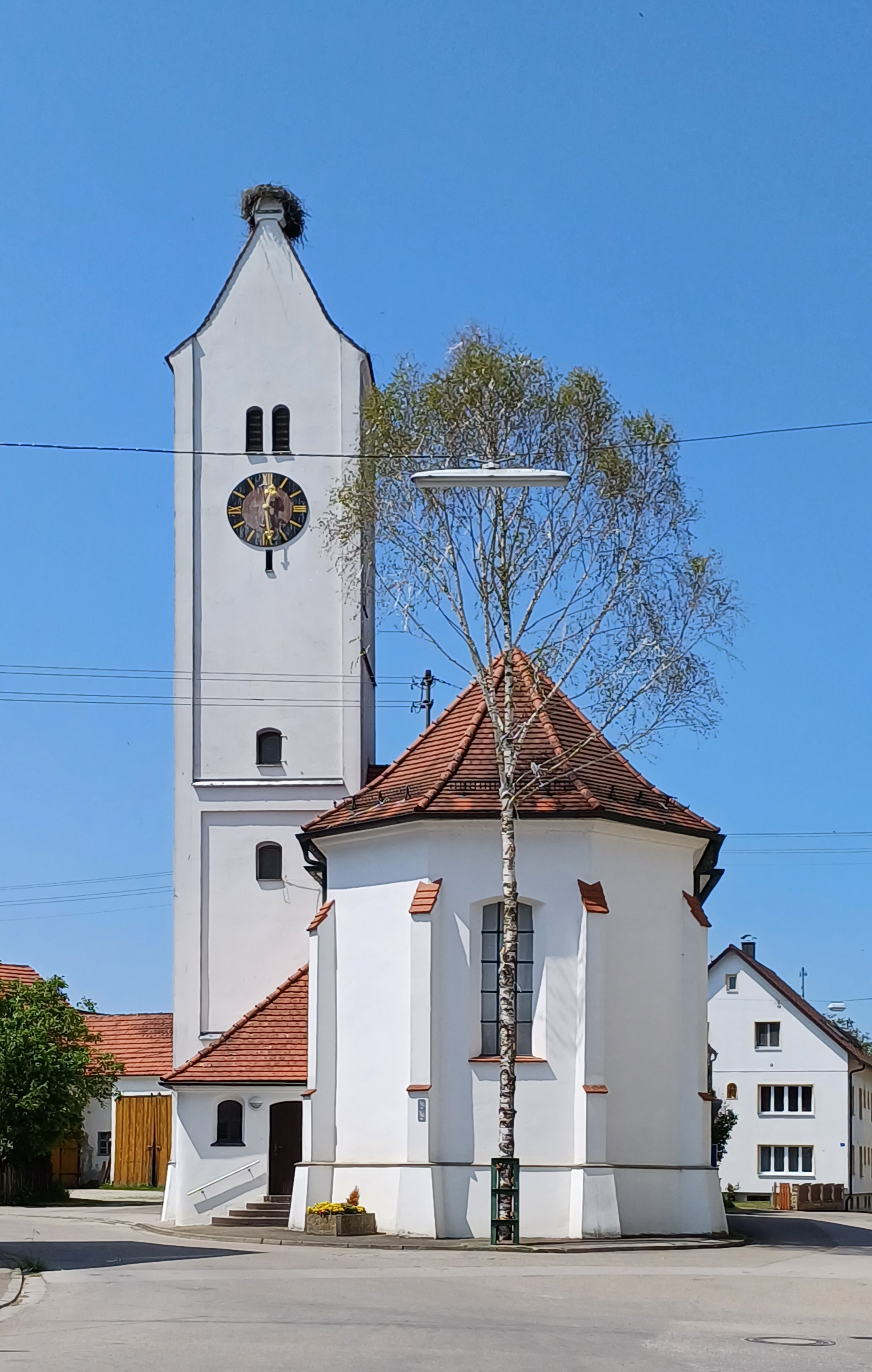
Mariä Heimsuchung

Oberpeiching hat eine katholische Pfarrkuratie Mariä Heimsuchung, die seit 1. Oktober 2010 vom Pfarramt Bayerdilling vikariert wird. Die Kirche ist ein einheitlicher Bau um 1500 und wurde 1772 überarbeitet.

## Vereine
- Fischereiverein
- Freiwillige Feuerwehr
- Peichinger Bauerntheater
- Soldaten- und Kameradenverein

## Persönlichkeiten
- Mona Neubaur (* 1977), Politikerin, ist in Oberpeiching aufgewachsen.